# Thomas M. J. Möllers

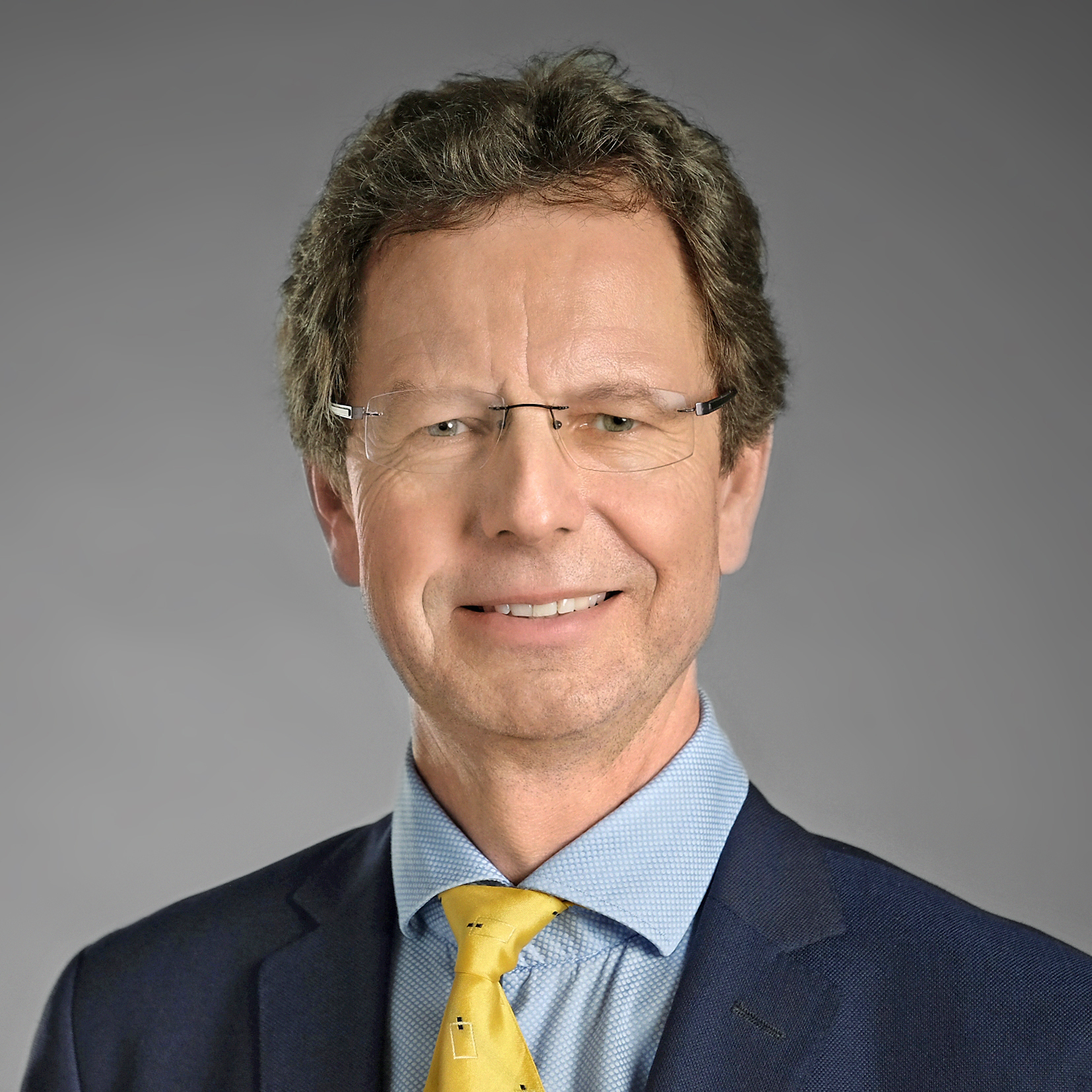
Thomas M.J. Möllers (2019)

Thomas M. J. Möllers (* 25. Januar 1962 in Mainz) ist ein deutscher Rechtswissenschaftler.

## Leben
Möllers studierte Rechtswissenschaft an der Johannes-Gutenberg-Universität Mainz und der Université Bourgogne de Dijon. Für die Promotion bei Walther Hadding und die Habilitation bei Wolfgang Fikentscher forschte er als Visiting Scholar an der University of California, Berkeley sowie am Europäischen Hochschulinstitut in Florenz. Nach seiner Habilitation über das Thema „Rechtsgüterschutz im Umwelt- und Haftungsrecht“ an der Ludwig-Maximilians-Universität München wurde Möllers seit 1. Juli 1996 Ordinarius für Bürgerliches Recht, Wirtschaftsrecht, Europarecht, Internationales Privatrecht und Rechtsvergleichung an der Juristischen Fakultät der Universität Augsburg.
Seine Forschungsschwerpunkte sind das Deutsche und Europäische Zivilrecht mit seinen Bezügen zur Juristischen Methodenlehre sowie das Deutsche und Europäische Wirtschaftsrecht, insbesondere das Kapitalmarkt-, Gesellschafts- und Wettbewerbsrecht mit seinen rechtsvergleichenden Verbindungen. Besonderes Augenmerk schenkt er den Rechten Frankreichs, Italiens, der USA und der Volksrepublik China. Zu seinen Forschungsschwerpunkten entstanden bisher über 450 Veröffentlichungen, davon rund 50 Monografien, Tagungsbände und umfangreichere Kommentierungen. Zudem hat Möllers rund 200 wissenschaftliche Vorträge im In- und Ausland gehalten.
Möllers hatte Gast- und Forschungsprofessuren an den Universitäten in Sydney, Pittsburgh, North Carolina at Chapel Hill, Pepperdine, Hobart, Washington, D.C., Beijing, Lyon und Lanzhou inne.

## Werk

### Forschung – National und International
Zu den Grundlagen des Rechts zählt die Juristische Methodenlehre. Möllers versteht die Methodenlehre als Legimitations- und Argumentationslehre, die den Juristen verpflichtet, seine Entscheidung zu begründen. In Abgrenzung zu den Werken des 20. Jahrhunderts versteht er sie als „Moderne Methodenlehre“, weil er die Methodenlehre um moderne Begründungansätze ergänzt, etwa im Bereich der Rechtsquellenlehre („Verlautbarungen von Behörden als sekundäre Rechtsquellen“), der Einbeziehung von Folgen und ökonomischen Überlegungen, Argumentationsfiguren zur Konkretisierung und Konstruktion. Wichtig ist ihm auch das Aufdecken von Begründungsdefiziten etwa bei der Rechtsfortbildung und die Weiterentwicklung der Methodenlehre zu einer Metamethodik.
Das Werk Juristische Arbeitstechnik und wissenschaftliches Arbeiten kam erstmals im Jahre 2001 auf dem Markt und entwickelte Maßstäbe zum Wissenschaftlichen Arbeiten eines Juristen. Es war damit eine ideale Grundlage, als die Universitäten nach einer Juristenreform wissenschaftliches Arbeiten erstmals in das 1. Juristische Examen integrierten. Als das Plagiat des früheren Verteidigungsministers zu Guttenberg aufgedeckt wurde, wurden die von Möllers entwickelten Kriterien verwendet.
Möllers hat mit mehr als 150 Publikationen das europäische Kapitalmarktrecht mitgeprägt. So beispielsweise mit der Begründung einer fehlerhaften Ad-hoc-Mitteilung als sittenwidrige Schädigung des Investors mit der Möglichkeit der Rückabwicklung des Vertrages. Wirtschaftsskandale von Volkswagen oder Wirecard arbeitete er wissenschaftlich auf.
Einen Schwerpunkt bildet die Rechtsdurchsetzung im Wirtschaftsrecht, eine Thematik, die übergreifend für das Kartell-, Wettbewerbs-, Kapitalmarkt-, Gesellschafts- und Verbraucherschutzrecht gedacht werden muss. Hierzu diente auch ein Common-Core-Projekt. Die verschiedenen Rechtsinstitute zur Rechtsdurchsetzung wurden von der Europäischen Union mit der Verbandsklagen-RL 2020/1828 eingeführt. In jüngerer Zeit beschäftigt sich Möllers mit der Nachhaltigkeit im Kapitalmarktrecht und damit Wechselwirkungen zwischen Psychologie, Umwelt- und Kapitalmarktrecht.
Möllers hat inzwischen mehr als 100 Doktoranden betreut, von denen die meisten als Rechtsanwälte oder Richter tätig sind. Seine Schülerin Isabella Brosig-Hoschka hat seit 2022 eine Professur für Wirtschaftsprivatrecht und International Business an der Hochschule Kempten inne. Sein Schüler Philipp Maume hält inzwischen eine Professur für Corporate Governance and Capital Markets Law an der Technischen Universität München.

### Lehre – National und International
Mit den Honorarprofessoren Andreas Früh, Jan-Hendrik Röver, Christoph Zeitler und den Lehrbeauftragten Franz Clemens Leisch, Steffen Nolte, Nadja Groß, Theodor Seitz, Christoph Knapp und Maximilian Merwald betreut er an der Juristischen Fakultät der Universität Augsburg das Wirtschaftsrecht.
Teil des internationalen Engagements von Möllers ist das Augsburg Summer Program, welches jährlich im Sommer in Augsburg stattfindet. Dieses Programm vermittelt deutschen, wie auch internationalen Studenten durch englischsprachige Kurse und Übungen Kenntnisse im europäischen Wirtschaftsrecht. Außerdem organisiert der Lehrstuhl von Möllers jedes Wintersemester ein Austauschprogramm mit sechs US-amerikanischen Universitäten (George Washington University, University of North Carolina at Chapel Hill, Pepperdine University, Santa Clara University, Chicago-Kent College of Law, University of Pittsburgh) sowie der Peking University in Peking. Diese Kooperationen ermöglichen es den Studenten, ein Semester gebührenfrei an der jeweiligen Universität zu studieren oder ggf. sogar die Voraussetzungen für einen LL.M.-Abschluss zu erwerben.

### Verwaltung
Möllers ist seit 1996 Geschäftsführender Direktor des „Center for European Legal Studies“ (CELOS) und seit 2007 Sprecher des Augsburg Center for Global Economic Law and Regulation (ACELR). Er leitet das Augsburg Research Centre of European and Anglo-American Law (AREA) und das Research Center of Innovation and Legal Studies between China and Europe (RICE). Des Weiteren ist er Mitglied des Fachbeirates des Munich Intellectual Property Law Center (MIPLC), einer Kooperation der Universität Augsburg, der Technischen Universität München, der George Washington University und der Max-Planck-Gesellschaft. Möllers ist Vizedekan für Internationale Beziehungen der Juristischen Fakultät der Universität Augsburg.

## Auszeichnungen & Drittmittel
- Ernennung zum Ehrenprofessor der Central South University, Changsha, in Hunan.[18]
- Ernennung zum ständigen Gastprofessor der Lanzhou University of Political Science and Law (LUPL) in Lanzhou.
- Ernennung zum ständigen Gastprofessor der China University of Political Science and Law (CUPL) in Peking.
- Mitgliedschaft der Academia Europaea (The Academy of Europe), Sektion Law, mit Sitz in London.[19]
- Mitgliedschaft der Europäische Akademie der Wissenschaften und Künste (European Academy of Sciences and Arts), Sektion Social Sciences, Law and Economics mit Sitz in Salzburg.
- 2016–2020: Jean‐Monnet Centre of Excellence an der Universität Augsburg „European Integration – Rule of Law and Enforcement (INspiRE)“.
- 2010: Verleihung des Ad Personam Jean-Monnet-Lehrstuhl seitens der EU-Kommission.
- 2005: Verleihung eines Jean Monnet Chair for European Corporate, Capital Markets and Competition Law durch die EU-Kommission.
- Drittmittelprojekte, u. a. der EU, des DAAD, Fulbright, KAS, des MPI für Geistiges Eigentum, Wettbewerbsrecht und Steuerrecht, der Deutschen Bundesbank, der Kurt und Felicitas Viermetz-Stiftung.
- Regelmäßiger Sachverständiger oder Fachgutachter u. a. für EU, Deutscher Bundestag, BaFin, Wissenschaftsrat, DFG, DAAD, Studienstiftung und KAS.
- Mitglied bzw. Gutachter verschiedener juristischer Zeitschriften: ZGR, ECFR, Banking& Finance L.Rev., International Political Rev., JUS CIVILE, DBW, LMK, WuB.

## Mitgliedschaften und Funktionen in Unternehmen und Verbänden
- Seit 1. Juli 2015 ist er Vorsitzender des Stiftungsrats der Stiftung Geld und Währung der Deutschen Bundesbank; seit 2009 ständiges Mitglied des Stiftungsrates.
- Er ist Sprecher des Deutschen Hochschulverbandes (DHV) in Augsburg.
- Möllers ist Regionalsprecher der Deutsch-Amerikanischen Juristenvereinigung (DAJV).
- Viele Jahre war er Of Counsel von mehreren Rechtsanwaltskanzleien.

## Veröffentlichungen
- Juristische Methodenlehre. 6. Auflage. C.H. Beck, München 2025, ISBN 978-3-406-80273-7. Übersetzung der 2. Auflage ins Englische: Hart Publishing, Oxford u. a. 2020, ISBN 978-3-406-74397-9. Übersetzung der 4. Auflage ins Chinesische: Peking University Press, Peking 2022, ISBN 978-7-301-33042-5.
- Juristische Arbeitstechnik und wissenschaftliches Arbeiten. 11. Auflage. Vahlen, München 2024, ISBN 978-3-8006-5693-6. Übersetzung der 9. Auflage ins Chinesische: Peking University Press, ISBN 978-7-301-30286-6.
- Enforcing Consumer and Capital Market Law in Europe. The Diesel Emissions Scandal, Intersentia, Cambridge 2020, ISBN 978-1-78068-964-7, (hrsg. mit Beate Gsell).
- Kölner Kommentar zum WpHG. 2. Auflage. Carl Heymanns, 2014, ISBN 978-3-452-27587-5. (hrsg. mit Heribert Hirte).
- Mitherausgeber der Schriftenreihen:
  - Augsburger Rechtsstudien
  - Augsburg Center for Global Economic Law and Regulation (ACELR)
  - Munich Intellectual Property Law Center (MIPLC)